# Kongó (csatacirkáló)
Az IJN Kongó (金剛; Hepburn: Kongō, ’megsemmisíthetetlen’) a Császári Japán Haditengerészet első super-dreadnought (csupa nagy ágyús) csatacirkálója, a Kongó osztály névadó egysége volt. A hajóosztály többi hajóegysége a Hiei, a Kirisima és a Haruna lett. Az 1930-as években csatahajóvá alakították át. A második világháborúban számos jelentős tengeri csatában vett részt, 1944. november közepén süllyesztette el a USS Sealion amerikai tengeralattjáró.
1906-ban a Brit Királyi Haditengerészet szolgálatba állította a világ első csatahajóját, az HMS Dreadnought-ot, mely 10 db (5×2) 305 mm L/45 ágyúból álló fegyverzetével fölülmúlta a világ addigi összes hadihajóját. 1908-ban pedig hadrendbe állt az első, 8 db (4x2) 305 mm L/45 ágyúval felszerelt csatacirkáló, azaz gyors, könnyű páncélzatú csatahajó, az  HMS Invincible. Ennek nyomán hatalmas fegyverkezési verseny kezdődött, melyből Japán sem maradt ki: az 1911-es haditengerészeti programban megrendelték négy csatacirkáló építését.
A Kongó volt az utolsó Nagy-Britanniában készült japán hadihajó, terveit Sir George Thurstun az angol Vickers cég konstruktőre készítette el a Lion osztályú csatacirkálók alapján és ezek voltak a világ első hadihajói, amiket 356 mm-es ágyúkkal szereltek föl. A Kongót vele nagyjából egy időben elkészült brit HMS Tiger csatacirkálótól könnyebb páncélzattal látták el, fegyverzetük egyenértékű volt.
A Kongó építését 1911. január 17-én kezdték meg, 1912. május 18-án bocsátották vízre és 1913. augusztus 16-ra fejezték be, ezután Japánba küldték. Nevét az Oszaka prefektúrabeli Kongo-hegy után kapta.

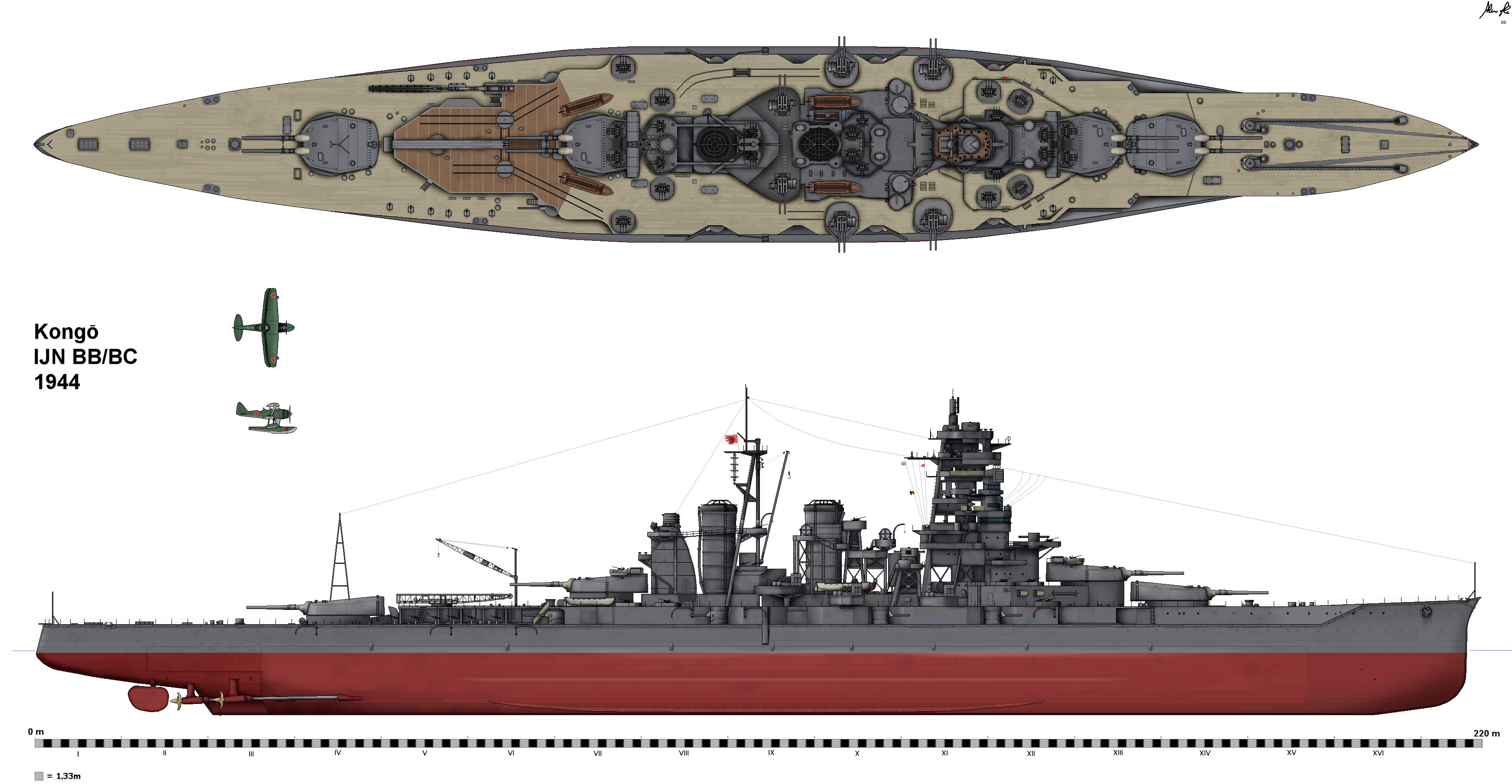
A Kongō csatacirkálót 1944-es állapotában ábrázoló modell.

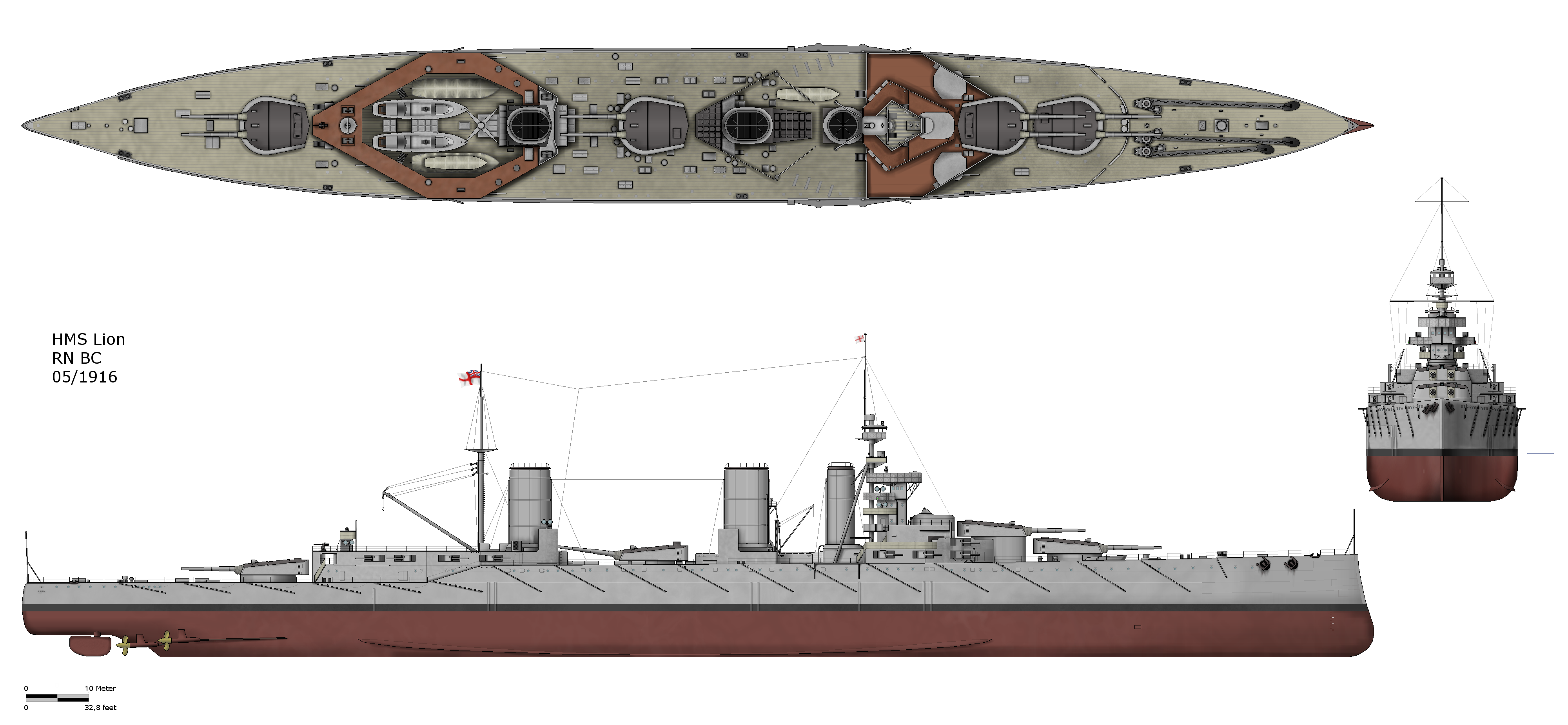
Az HMS Lion brit csatacirkáló. A Kongó gyakorlatilag ennek a brit típusnak a jelentősen módosított, áttervezett exportváltozata volt.

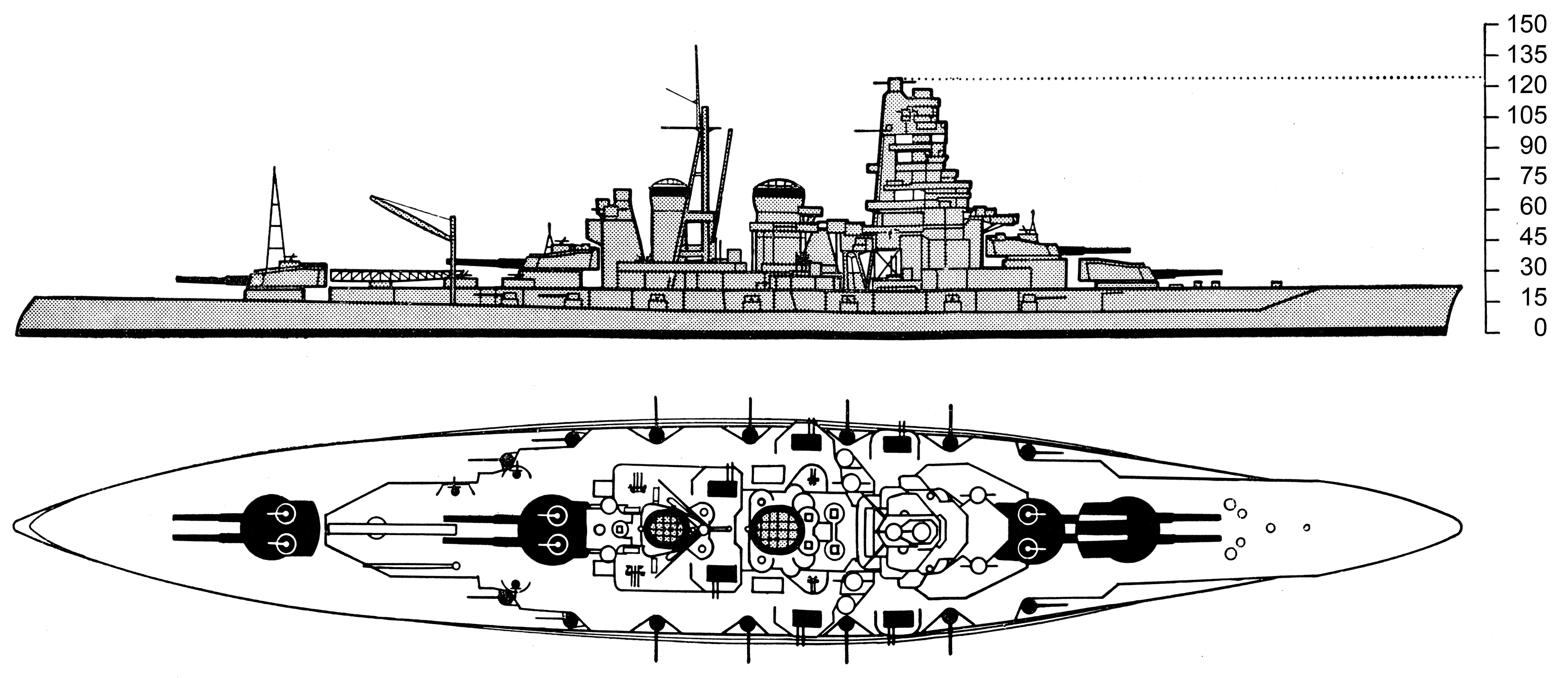
Az amerikai haditengerészet azonosító rajza a Kongo osztályról, 1944-ből.